# Isabelle Catherine Van Assche

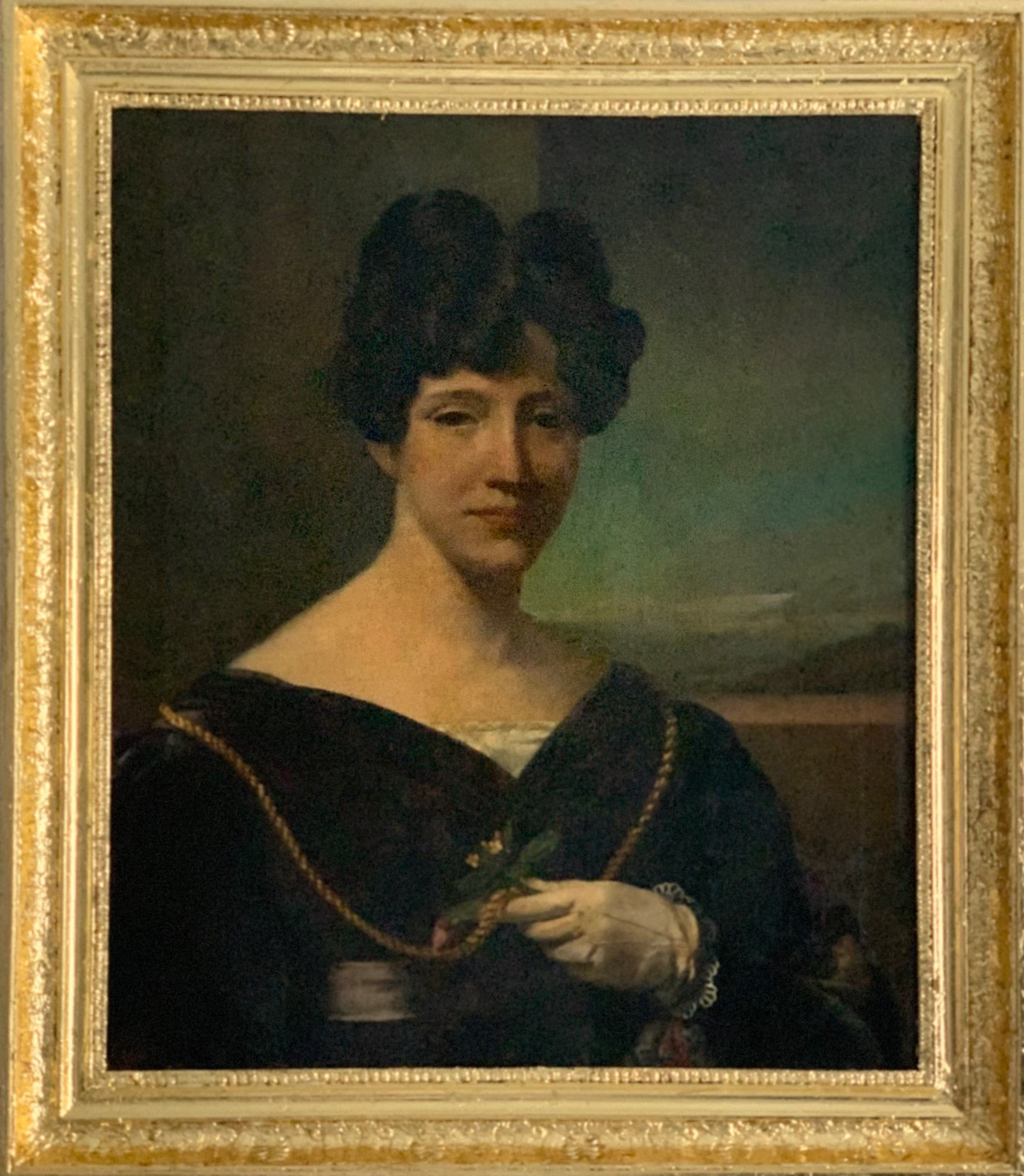
Portret van Isabelle Catherine Van Assche.

Isabelle Catherine Kindt-Van Assche (Brussel, 23 november 1794 – overleden na 1842) was een landschapsschilder in Brussel.
Zij ging in de leer bij haar oom, de kunstschilder Henri Van Assche (1774-1841), die een voorliefde had voor het schilderen van watervallen. Zelf ging haar aandacht uit naar rustige landschappen in de dorpen rond Brussel, die toen een landelijk karakter hadden. In 1828 huwde ze met Charles-Léon Kindt. Zowel voor haar huwelijk als erna stelde ze haar schilderijen ten toon in diverse steden in België: naast Brussel ook Antwerpen, Luik en Gent.
In 1829 behaalde zij aan de Koninklijke Academie voor Schone Kunsten van Gent de eerste prijs voor landschapsschildering. Eén schilderij van haar belandde in de collectie van het Museum van Levende Nederlandsche Meesters; het gaat om een zicht op het (toentertijd) dorpje Bosvoorde bij Brussel. In de 19e eeuw hing dit schilderij in het Paviljoen Welgelegen in Haarlem. Haar sterfdatum is onbekend maar moet na 1842 gesitueerd worden, dus na het overlijden van haar oom.
- RKD-Nederlands Instituut voor Kunstgeschiedenis: 79145
- Union List of Artist Names: 500294683
- Virtual International Authority File: 137147118193326341332